# Mary Lou
Mary Lou (v originále תמיד אותו חלום, Tamid oto chalom) je izraelská seriálová tetralogie z roku 2009, kterou režíroval Eytan Fox. Muzikálová minisérie pojednává o mladíkovi Meirovi, který pátrá po své zmizelé matce.

## Děj
1. část
Když je Meirovi 8 let, jeho matka odchází z domu a žije tak jen s otcem. Ani po 10 letech si Meir nepřestává představovat, že odešla, aby se stala zpěvačkou a doprovází svého oblíbeného zpěváka Sviku Picka. Meirovou nejlepší a jedinou kamarádkou je Šuli. Jejich kamarádský vztah se změní, když do jejich školy nastoupí spolužák Gabriel, do kterého se oba zamilují. Šuli začne chodit s Gabrielem a Meir po škole odjíždí do Tel Avivu.
2. část
Meir přichází na konkurs, který pořádá Svika Pick, aby se ho zeptal na svou matku. Na konkursu potkává Oriho, který vystupuje jako travestie v jednom z nočních klubů. Nechá Meira bydlet u sebe. Meir i nadále pátrá po své matce, ale všechny stopy jsou liché. Ori jednoho večera nestihne představení, protože ho zmlátí taxikář. Meir nastoupí na pódium místo něho a tím začne jeho kariéra pod uměleckým jménem Mary Lou. V klubu ho vyhledá Šuli, aby s ním opět začala kamarádit.
3. část
Ori se zotavuje z přepadení a bydlí u své u matky. Meir a Šuli se proto nastěhují do jeho bytu. Meir dál pátrá po matce a stopy vedou k obchodníkovi s bílým masem. Meir se v baru setkává s Gabrielem, který přišel za Šuli. Ta však zůstala přes noc u rodiny, kde hlídá dítě. Meir s Gabrielem spolu stráví noc. Šuli se začíná líbit otec, kterému hlídá dceru. Ori se stýká s taxikářem Šlomim, který ho prve zmlátil. Meir pátráním zjistí, že jeho matka nespíš skončila v některém z nevěstinců v Evropě a nyní je asi už mrtvá.
4. část
V klubu Meirovi poradí, ať příběh své matky zpracuje jako muzikál. Představení má úspěch. Šuli se rozchází s Gabrielem, protože zaslechla jejich milostný rozhovor. Ori se z nešťastné lásky utopí. Na jeho pohřbu si Meir uvědomí, že svou lásku ke Gabrielovi už nechce skrývat. Také se konečně dozví o své matce pravdu, která je však jiná, než jakou si vysnil.

## Obsazení
| Ido Rosenberg   | Meir Levi         |
| Dana Frider     | Šuli              |
| Alon Levi       | Gabriel Ben-Atar  |
| Jedidja Vital   | Ori               |
| Maja Dagan      | Miriam Levi       |
| Šmuel Vilozni   | David Levi        |
| Svika Pick      | sám sebe          |
| Lior Cohen      | Chiara Duple      |
| Tchia Danon     | Sara Hajbi        |
| Juval Edelman   | Tziona Patriot    |
| Tal Kalaj       | Talula Bonet      |
| Gil Naveh       | Galina por de bra |
| Ze'ev Revach    | Jack Abramson     |
| Juval Saragusi  | Netta             |
| Sarit Vino-Elad | Irit              |
| Angel Bonanni   | Šlomi             |
| Amnon Wolf      | Mickey            |
| Dani Jair       | Diva D            |